# Evarcha falcata
Evarcha falcata là một loài nhện trong họ Salticidae, phân bố ở miền Cổ bắc, bao gồm Bỉ và Hà Lan.